# ريتشارد س. كورير
ريتشارد س. كورير (بالإنجليزية: Richard C. Currier)‏ هو مونتير أمريكي، ولد في 26 أغسطس 1892 في دنفر في الولايات المتحدة، وتوفي في 14 ديسمبر 1984 في لاك فوريست في الولايات المتحدة.

## وصلات خارجية
- ريتشارد س. كورير على موقع IMDb (الإنجليزية)
- ريتشارد س. كورير على موقع ألو سيني (الفرنسية)
- ريتشارد س. كورير على موقع أول موفي (الإنجليزية)
- ريتشارد س. كورير على موقع قاعدة بيانات الأفلام السويدية (السويدية)
- ريتشارد س. كورير على موقع قاعدة بيانات الفيلم (الإنجليزية)
- ريتشارد س. كورير على موقع كينوبويسك (الروسية)